# Rathaus Wurgwitz

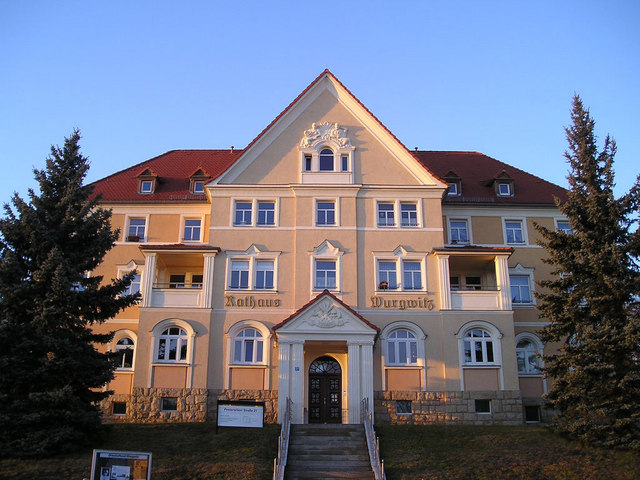
Das ehemalige Rathaus

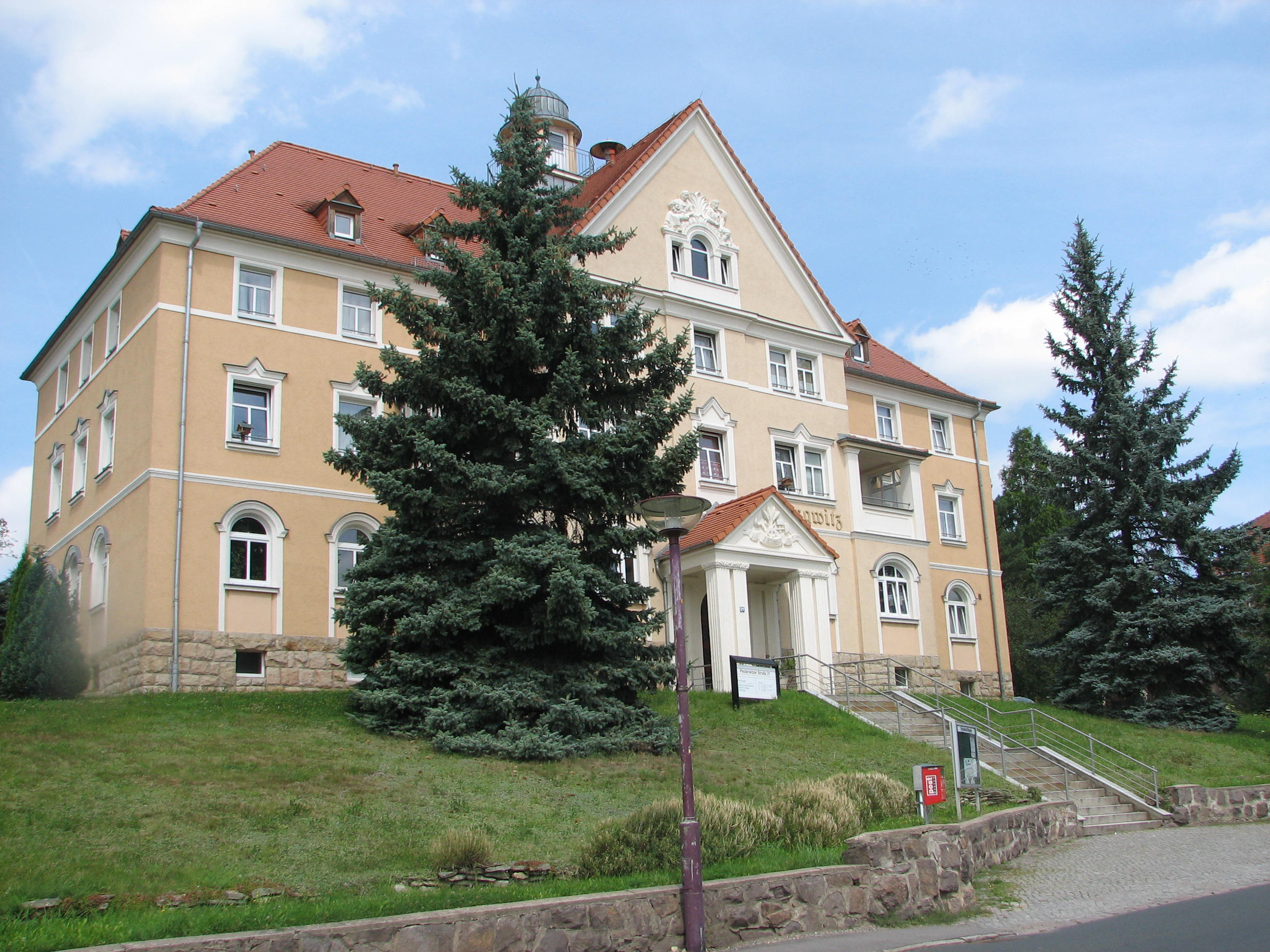
Schrägansicht des Gebäudes

Das Rathaus Wurgwitz ist ein denkmalgeschütztes Gebäude im Freitaler Stadtteil Wurgwitz im Landkreis Sächsische Schweiz-Osterzgebirge. Bis 1974 war es Verwaltungssitz der Gemeinde Wurgwitz.

## Geschichte und Nutzung
Im Zuge der Vereinigung der beiden Gemeinden Wurgwitz und Niederhermsdorf am 1. Juli 1921 sollte ein neues Rathaus errichtet werden, das den Anforderungen der gewachsenen Gemeinde genügen sollte. Der Bau wurde 1925 nach den Plänen des Dresdner Architekten Alfred Grummt auf einem freien Feld zwischen der Neuen Schule und dem Haus Pesterwitzer Straße 2 begonnen. Die Baukosten beliefen sich auf ca. 100.000 Reichsmark. An Eingangsportal und Giebel wurden Reliefs angebracht, die an die landwirtschaftliche Prägung der beiden Orte erinnern sollen. Zudem wurde ein kleiner Turm errichtet.
Nach der Fertigstellung zogen der Bürgermeister der Gemeinde Wurgwitz sowie ein Arzt ein. Über Jahre hinweg wurde im Keller Essen für die benachbarte Schule gekocht. Auch eine Sparkasse war untergebracht, sie schloss jedoch um die Jahrtausendwende. Mit der Eingemeindung von Wurgwitz nach Freital 1974 nutzte die Stadt das Gebäude nicht weiter als Rathaus. Nach der Wende kam das ehemalige Rathaus in private Hand. Der neue Eigentümer sanierte es umfassend und baute Wohnungen ein. Nach dem Elbhochwasser 2002 wurde eine Sirenenanlage zur Gefahrenwarnung auf dem Dach installiert.